# سوخت‌نگاری

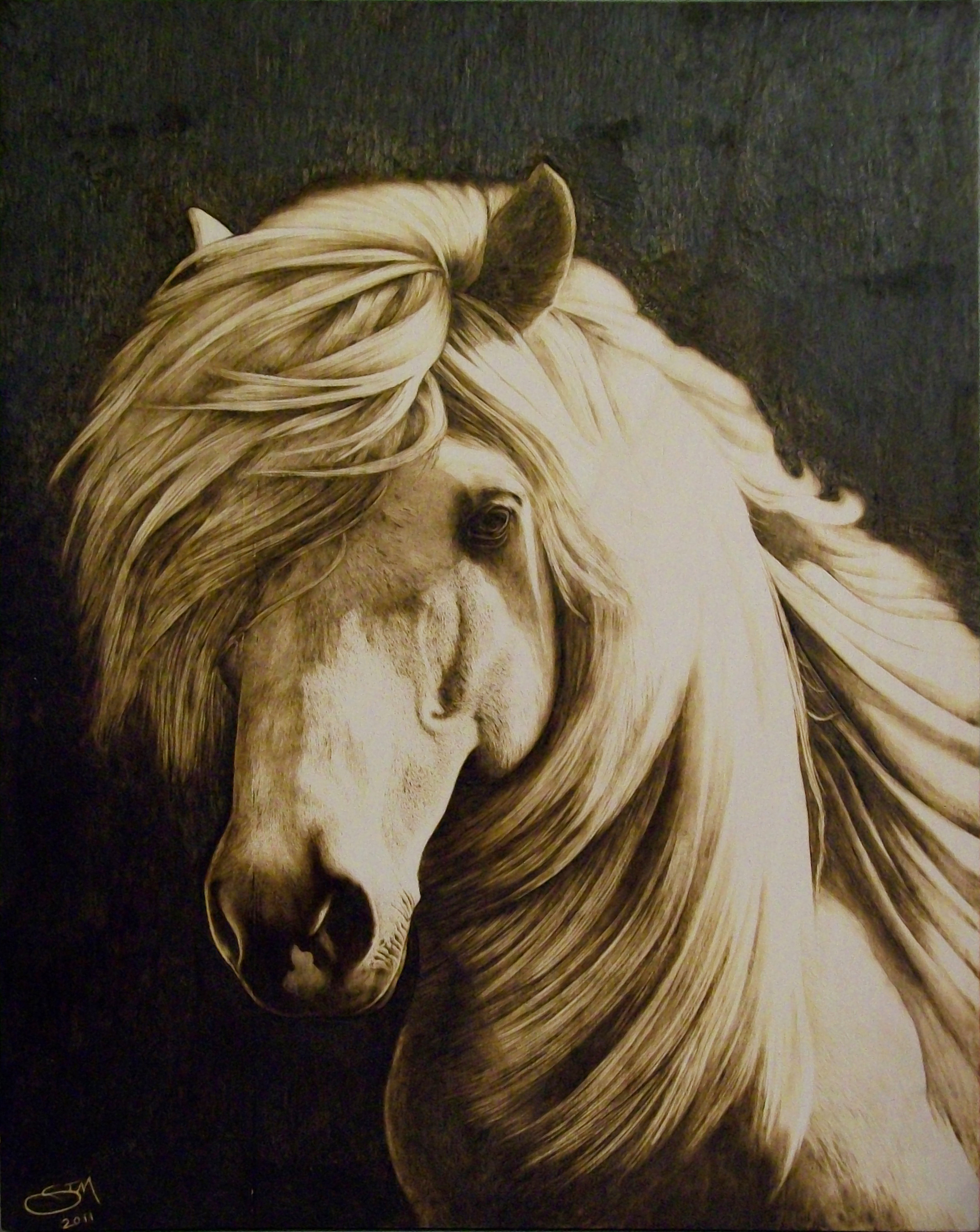
آن اسب سفید، سوخت‌نگاری با صنوبر.

سوخت‌نگاری (به انگلیسی: Pyrography) یا نقاشی چوب‌سوز تکنیک هنری ایجاد طرح‌های تزیینی بر روی چوب یا چرم از طریق سوزاندن آن‌ها با میلهٔ فلزی داغ است. به‌طور معمول برای ایجاد این نقوش از هویه استفاده شده و با استفاده از حرارت و تکنیک‌های خاص از قبیل تغییر دما و تغییر سرعت دست در زمان سوخت‌نگاری، طیفی از رنگ قهوه‌ای روی چوب ایجاد می‌شود. همچنین آن می‌تواند با به‌کارگیری ابزارهای سوخت‌نگاری نوین ویژه‌شده، یا به‌کاربردن یک تکهٔ فلزی داغ‌شده در آتش، یا حتی آفتاب هم‌مرکزشده با یک عدسی ذره‌بین نیز ورزیده شود. از چرم برنزه گیاهی ویژه باید برای سوخت‌نگاری استفاده شود (زیرا روش‌های برنزه‌کننده نوین مواد شیمیایی در چرم باقی می‌گذارند که وقتی سوخته شوند سمی اند)، معمولاً در رنگ‌های روشن برای تضادیابی خوب.
اصطلاح پیروگرافی «نوشتن با آتش» معنا می‌دهد و از یونانی pur (آتش، آذر) و graphos (نوشتن، نگاشتن) آمده‌است. به هنرمندان و کسانی که در این زمینه کار می‌کنند نیز سوخت‌نگار (پیروگرافر) گویند.

## نگارخانه

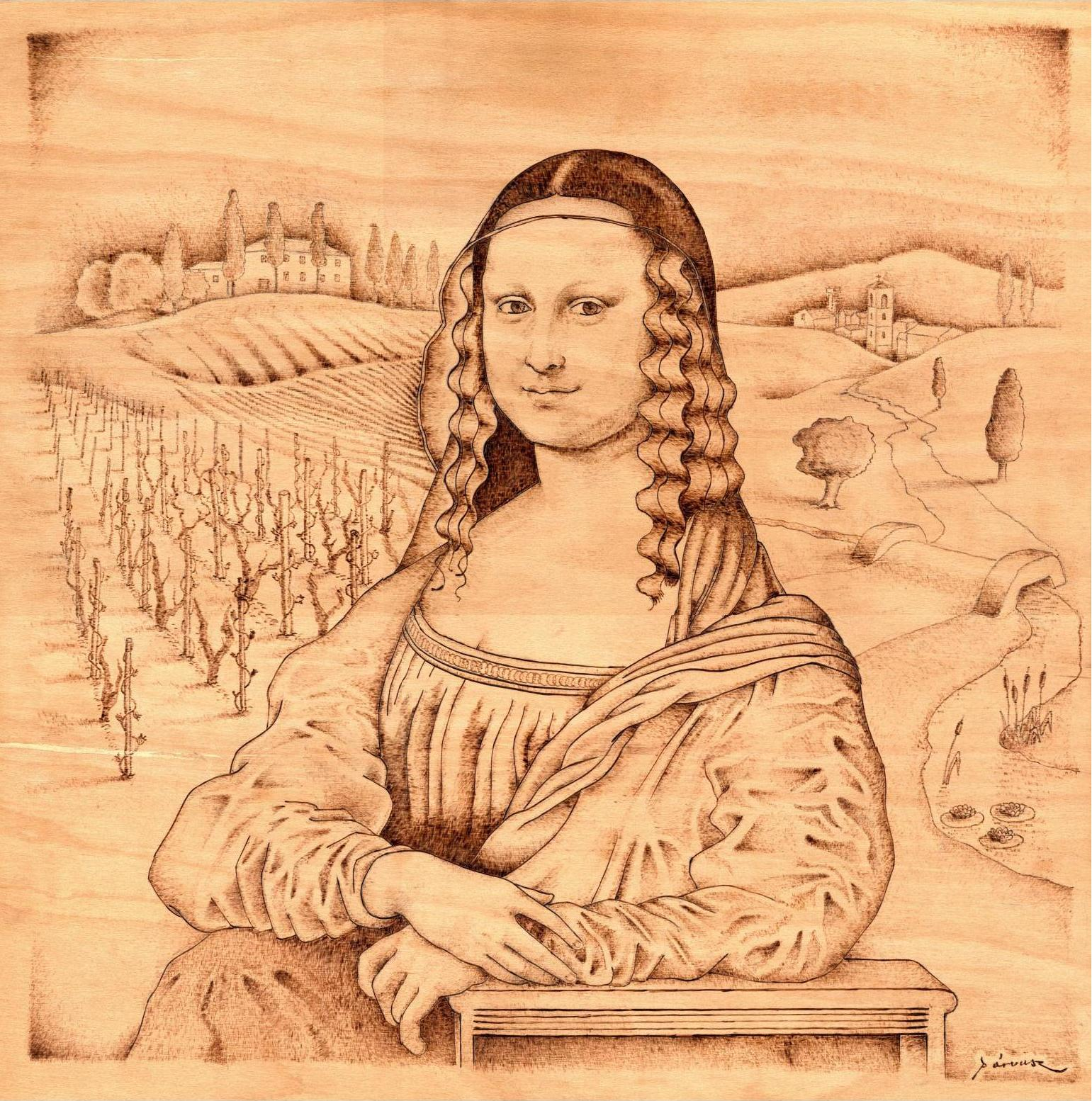
سوخت‌نگاره‌ای از مونا لیزا
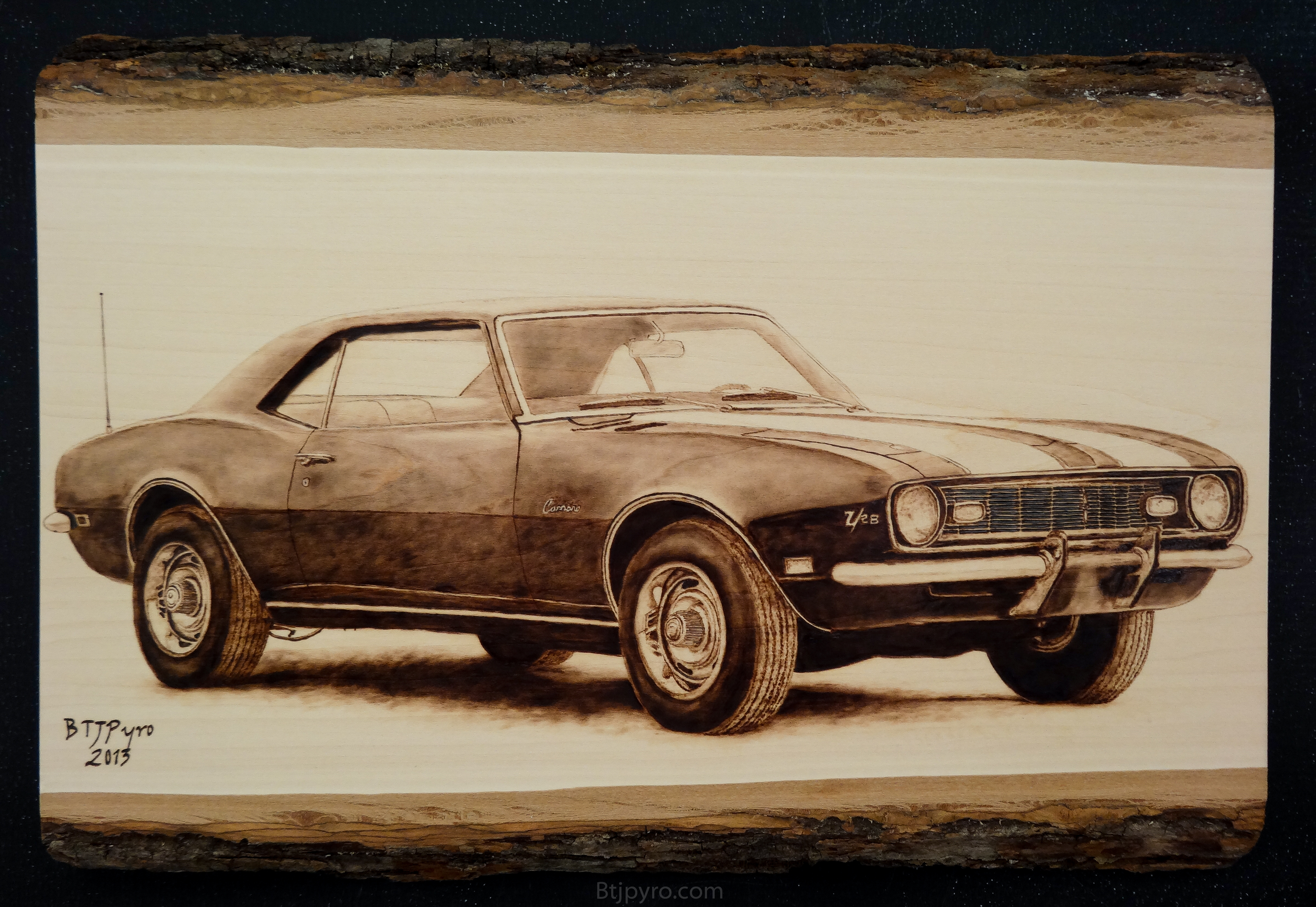
1968 Chevrolet Camaro Z/28 Pyrography BTJPyro.com
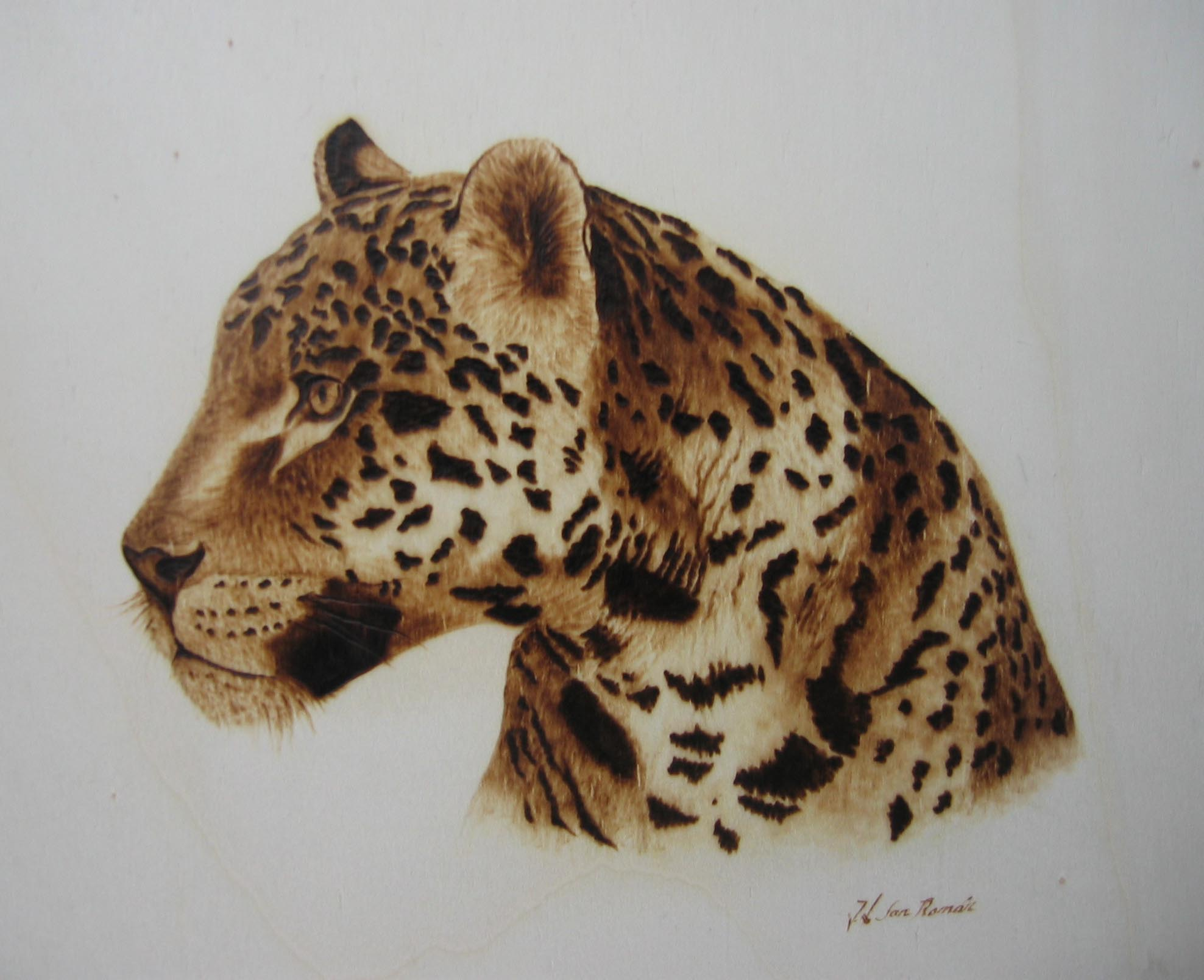
هنرمند: José Luis San Román
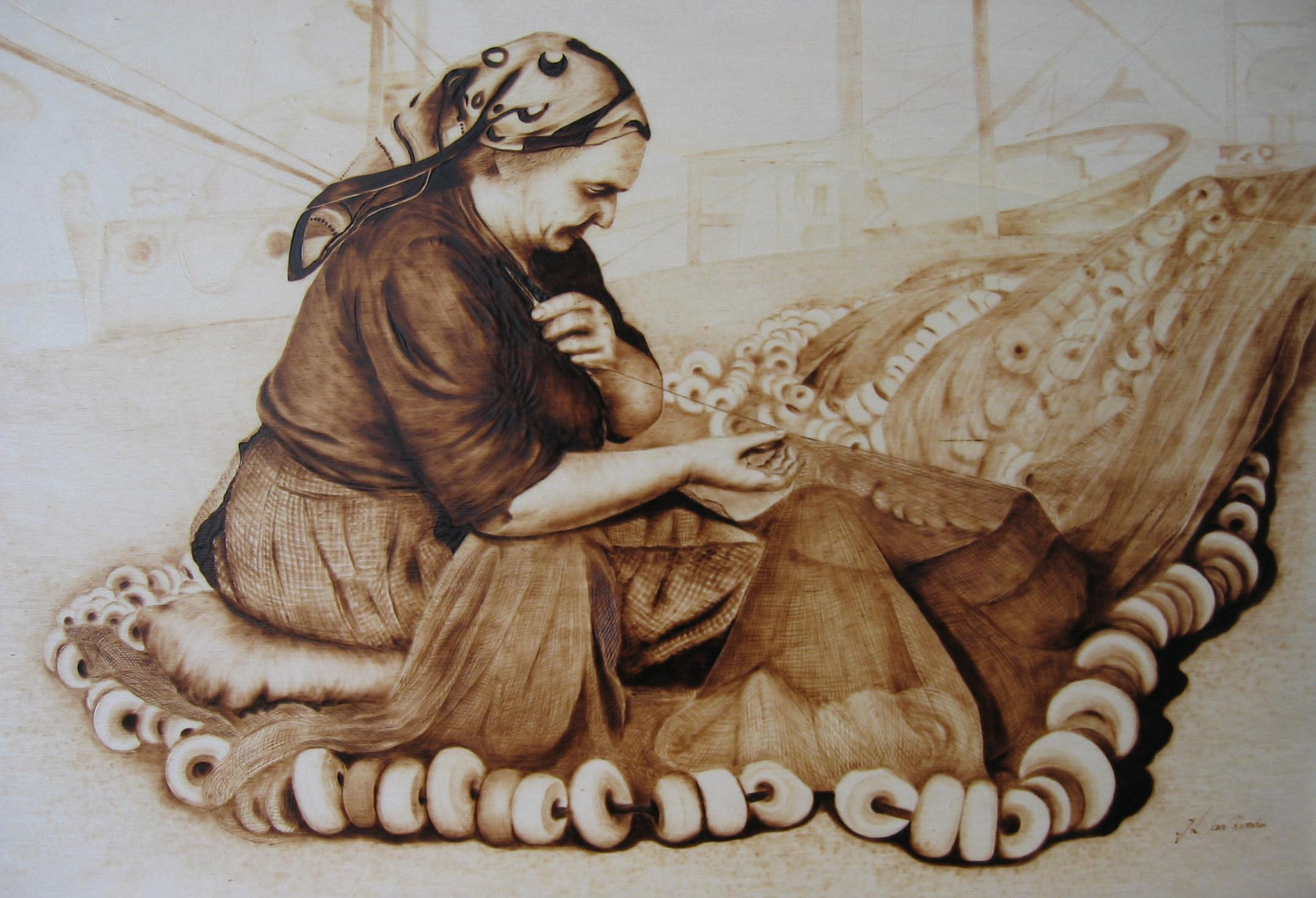
هنرمند: José Luis San Román
Margaret Fernie Eaton, Brunhilde Asleep, 1902
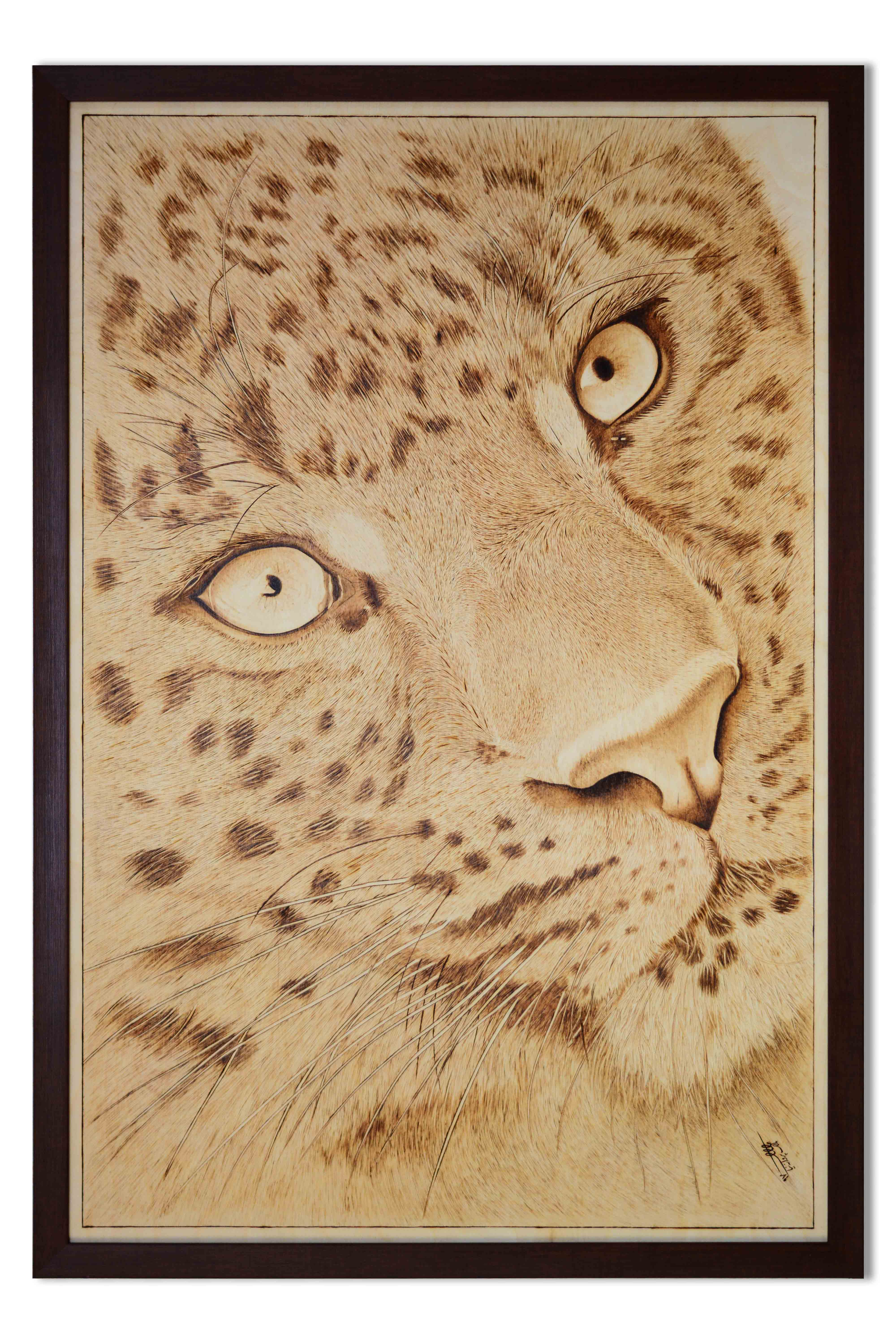
پلنگ سوخت‌نگاشته